# Funció de Lamé
En matemàtiques, una funció de Lamé, o funció harmònica el·lipsoïdal, és una solució de l'equació de Lamé, una equació diferencial ordinària de segon ordre. Va ser descrita per primera vegada el 1837 pel matemàtic francès Gabriel Lamé. L'equació de Lamé apareix en el mètode de separació de variables aplicades a l'equació de Laplace en coordenades el·líptiques. En alguns casos especials es poden expressar solucions en termes de polinomis anomenats polinomis de Lamé.

## L'equació de Lamé
L'equació de Lamé és:
{\displaystyle {\frac {d^{2}y}{dx^{2}}}+(A+B\wp (x))y=0,}
on A i B són constants, i {\displaystyle \wp } és la funció el·líptica de Weierstrass. El cas més important és quan {\displaystyle B\wp (x)=-\kappa ^{2}\operatorname {sn} ^{2}x} i {\displaystyle \kappa ^{2}=n(n+1)k^{2}} per a un n enter i el mòdul el·líptic {\displaystyle k}, en aquest cas, les solucions s'estenen a funcions meromorfes definides a tot el pla complex. Per a altres valors de B, les solucions tenen punts de ramificació.
Si es canvia la variable independent a {\displaystyle t} fent {\displaystyle t=\operatorname {sn} x}, l'equació de Lamé també es pot reescriure de forma algebraica com
{\displaystyle {\frac {d^{2}y}{dt^{2}}}+{\frac {1}{2}}\left({\frac {1}{t-e_{1}}}+{\frac {1}{t-e_{2}}}+{\frac {1}{t-e_{3}}}\right){\frac {dy}{dt}}-{\frac {A+Bt}{4(t-e_{1})(t-e_{2})(t-e_{3})}}y=0,}
que després d'un canvi de variable es converteix en un cas especial de l'equació de Heun.
Una forma més general de l'equació de Lamé és l'equació el·lipsoïdal o l'equació d'ona el·lipsoïdal que es pot escriure (observem que ara escrivim {\displaystyle \Lambda }, i no {\displaystyle A} com abans)
{\displaystyle {\frac {d^{2}y}{dx^{2}}}+(\Lambda -\kappa ^{2}\operatorname {sn} ^{2}x-\Omega ^{2}k^{4}\operatorname {sn} ^{4}x)y=0,}
on {\displaystyle k} és el mòdul el·líptic de les funcions el·líptiques jacobianes i {\displaystyle \kappa } i {\displaystyle \Omega } són constants. Per a {\displaystyle \Omega =0} l'equació es converteix en l'equació de Lamé amb {\displaystyle \Lambda =A}. Per a {\displaystyle \Omega =0,k=0,\kappa =2h,\Lambda -2h^{2}=\lambda ,x=z\pm {\frac {\pi }{2}}} l'equació es redueix a l'equació de Mathieu:
{\displaystyle {\frac {d^{2}y}{dz^{2}}}+(\lambda -2h^{2}\cos 2z)y=0.}
La forma Weierstrassiana de l'equació de Lamé és bastant inadequada per al càlcul (com Arscott descriu a, p. 191). La forma més adequada de l'equació és la de la forma jacobiana, tal com s'ha dit abans. Les formes algebraiques i trigonomètriques també són complicades d'utilitzar. Les equacions de Lamé sorgeixen en la mecànica quàntica com a equacions de petites fluctuacions sobre solucions clàssiques, anomenades instantons periòdics, rebots o bombolles, de les equacions de Schrödinger per a diversos potencials periòdics i anharmònics.

## Sèrie asimptòtica
Les sèries asimptòtiques de funcions d'ona el·lipsoïdal periòdiques, i també de funcions Lamé, per a valors grans de {\displaystyle \kappa } han estat obtingudes per Müller. La sèrie asimptòtica obtinguda per ell per als valors propis {\displaystyle \Lambda } és, amb {\displaystyle q} aproximadament un nombre enter senar (i que s'ha de determinar amb més precisió per condicions de contorn; vegeu més avall):
{\displaystyle {\begin{aligned}\Lambda (q)={}&q\kappa -{\frac {1}{2^{3}}}(1+k^{2})(q^{2}+1)-{\frac {q}{2^{6}\kappa }}\{(1+k^{2})^{2}(q^{2}+3)-4k^{2}(q^{2}+5)\}\\[6pt]&{}-{\frac {1}{2^{10}\kappa ^{2}}}{\Big \{}(1+k^{2})^{3}(5q^{4}+34q^{2}+9)-4k^{2}(1+k^{2})(5q^{4}+34q^{2}+9)\\[6pt]&{}-384\Omega ^{2}k^{4}(q^{2}+1){\Big \}}-\cdots ,\end{aligned}}}
(un altre (el cinquè) terme que no s'ha donat aquí ha estat calculat per Müller; els primers tres termes també s'han obtingut per Edward Ince). Observar els termes són alternativament parells i senars {\displaystyle q} i {\displaystyle \kappa } (com en els càlculs corresponents per a les funcions de Mathieu, i les funcions d'ona esferoidal oblates i les funcions d'ona esferoidal prolates). Amb les següents condicions de contorn (en què {\displaystyle K(k)}és un quart del període que es dona per una integral el·líptica)
{\displaystyle \operatorname {Ec} (2K)=\operatorname {Ec} (0)=0,\;\;\operatorname {Es} (2K)=\operatorname {Es} (0)=0,}
així com (la derivada primera)
{\displaystyle (\operatorname {Ec} )_{2K}^{'}=(\operatorname {Ec} )_{0}^{'}=0,\;\;(\operatorname {Es} )_{2K}^{'}=(\operatorname {Es} )_{0}^{'}=0,}
definint respectivament les funcions d'ona el·lipsoïdal 
{\displaystyle \operatorname {Ec} _{n}^{q_{0}},\operatorname {Es} _{n}^{q_{0}+1},\operatorname {Ec} _{n}^{q_{0}-1},\operatorname {Es} _{n}^{q_{0}}}
de períodes {\displaystyle 4K,2K,2K,4K,} i per a {\displaystyle q_{0}=1,3,5,\ldots } s'obté
{\displaystyle q-q_{0}=\mp 2{\sqrt {\frac {2}{\pi }}}\left({\frac {1+k}{1-k}}\right)^{-\kappa /k}\left({\frac {8\kappa }{1-k^{2}}}\right)^{q_{0}/2}{\frac {1}{[(q_{0}-1)/2]!}}\left[1-{\frac {3(q_{0}^{2}+1)(1+k^{2})}{2^{5}\kappa }}+\cdots \right].}
Aquí el signe superior fa referència a les solucions {\displaystyle \operatorname {Ec} } i l'inferior a {\displaystyle \operatorname {Es} }. Finalment ampliant {\displaystyle \Lambda (q)} quant a {\displaystyle q_{0},} s'obté
{\displaystyle {\begin{aligned}\Lambda _{\pm }(q)\simeq {}&\Lambda (q_{0})+(q-q_{0})\left({\frac {\partial \Lambda }{\partial q}}\right)_{q_{0}}+\cdots \\[6pt]={}&\Lambda (q_{0})+(q-q_{0})\kappa \left[1-{\frac {q_{0}(1+k^{2})}{2^{2}\kappa }}-{\frac {1}{2^{6}\kappa ^{2}}}\{3(1+k^{2})^{2}(q_{0}^{2}+1)-4k^{2}(q_{0}^{2}+2q_{0}+5)\}+\cdots \right]\\[6pt]\simeq {}&\Lambda (q_{0})\mp 2\kappa {\sqrt {\frac {2}{\pi }}}\left({\frac {1+k}{1-k}}\right)^{-\kappa /k}\left({\frac {8\kappa }{1-k^{2}}}\right)^{q_{0}/2}{\frac {1}{[(q_{0}-1)/2]!}}{\Big [}1-{\frac {1}{2^{5}\kappa }}(1+k^{2})(3q_{0}^{2}+8q_{0}+3)\\[6pt]&{}+{\frac {1}{3.2^{11}\kappa ^{2}}}\{3(1+k^{2})^{2}(9q_{0}^{4}+8q_{0}^{3}-78q_{0}^{2}-88q_{0}-87)\\[6pt]&{}+128k^{2}(2q_{0}^{3}+9q_{0}^{2}+10q_{0}+15)\}-\cdots {\Big ]}.\end{aligned}}}
En el límit de l'equació de Mathieu (a la qual es pot reduir l'equació de Lamé), aquestes expressions es redueixen a les expressions corresponents del cas Mathieu (com mostra Müller).